# Schopfloch (Lenningen)

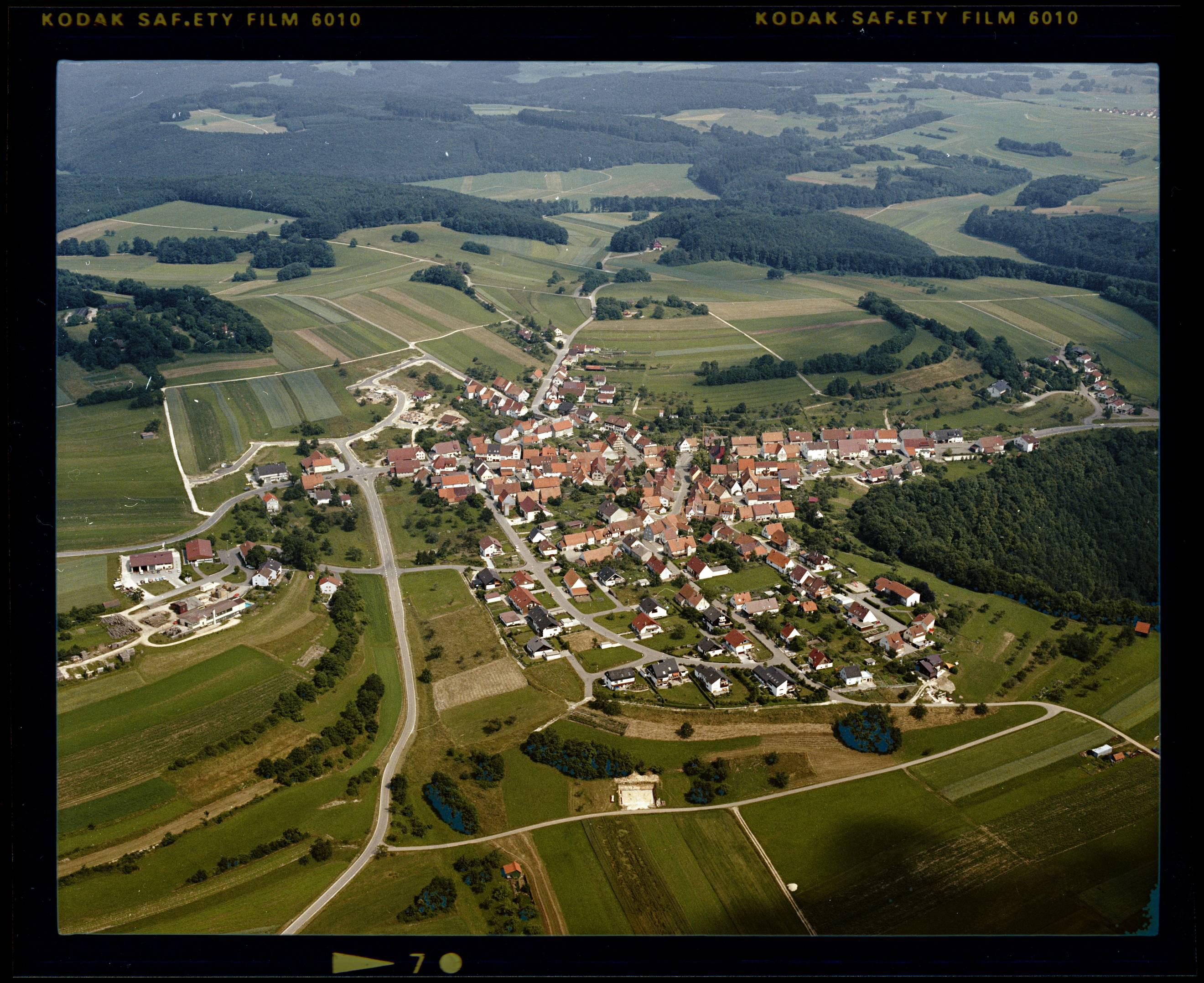
Schopfloch 1983

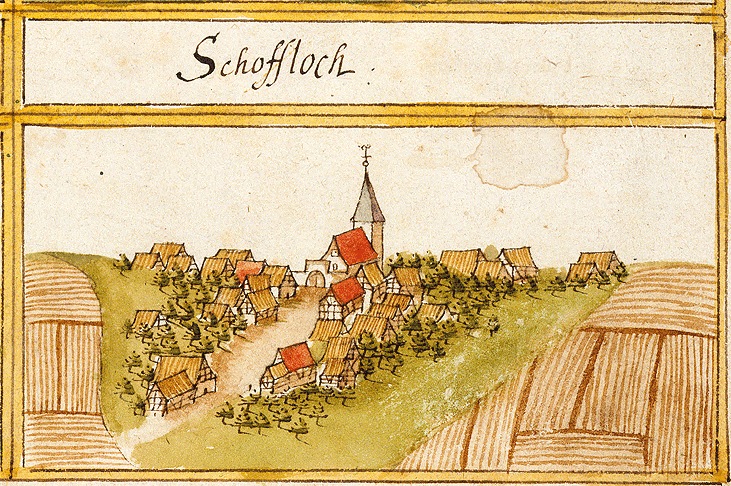
Schopfloch 1683, Forstlagerbuch von Andreas Kieser

Schopfloch ist ein Ortsteil der Gemeinde Lenningen im Landkreis Esslingen in Baden-Württemberg.

## Geographie
Schopfloch liegt oberhalb von Lenningen auf der Hochfläche der Schopflocher Alb.
Nachbarorte sind im Norden der Bissinger Ortsteil Ochsenwang, im Westen der Lenninger Ortsteil Gutenberg, im Süden der Römersteiner Ortsteil Donnstetten und im Osten Wiesensteig.

## Geschichte
Die urkundlich belegte Geschichte von Schopfloch beginnt im Jahr 1182 mit einer Urkunde des ältesten bekannten Grundherrn, des Prämonstratenserstiftes Rot an der Rot. Schopfloch lag im ursprünglichen Herrschaftsbereich der Zähringer und wurde von Adalbert, dem späteren Herzog von Teck, übernommen. 1387 ging die Herrschaft an Württemberg über.
Mitte des 15. Jahrhunderts bestand Schopfloch aus 21 Haushalten und 6 Personen ohne Haus. Im Dreißigjährigen Krieg wurde das 100-Seelen-Dorf stark zerstört und ausgeplündert, die Einwohnerzahl ging bis 1644 auf 40 Einwohner zurück. 1703 lebten 206 Menschen im Ort. Bis 1800 hatte sich die Einwohnerzahl auf 402 Personen erhöht.
Schopfloch gehörte zum württembergischen Oberamt Kirchheim, 1938 bis 1972 zum Landkreis Nürtingen und seit 1973 zum Landkreis Esslingen.
Am 1. Januar 1975 schlossen sich Oberlenningen, Unterlenningen, Gutenberg und Schopfloch zur Gemeinde Lenningen zusammen.

## Wappen
Die offizielle Blasonierung des Wappens lautet: In Grün eine gestürzte silberne Pflugschar.

## Öffentliche Einrichtungen
In Schopfloch gibt es einen kommunalen Kindergarten und eine Grundschule. Die Feuerwehr Schopfloch ist eine Abteilung der Freiwilligen Feuerwehr Lenningen.
Das Naturschutzzentrum Schopflocher Alb ist eines von sieben Naturschutzzentren Baden-Württembergs. Es liegt etwa 1000 m nördlich von Schopfloch in einem aufgelassenen Steinbruch und  ist sowohl Informationszentrum des Biosphärengebiets Schwäbische Alb als auch Infostelle des Geoparks Schwäbische Alb.

## Verkehr
- Durch Schopfloch verläuft die Landesstraße L 1212 von Weilheim nach Römerstein. Die Buslinien 176 und 177 halten an den Haltestellen „Rathaus“ und „Reußensteinstraße“.

## Sehenswürdigkeiten
1626 entdeckte Heinrich Schickhardt das Schopflocher Torfmoor und begann mit dem Torfabbau für Heizzwecke.
Das Schopflocher Moor entstand aufgrund des auf der Gemarkung Ochsenwang liegenden Randecker Maars, das ein ehemaliger Vulkanschlot des Schwäbischen Vulkans ist. Auch in den folgenden Jahrhunderten wurde immer wieder Torf abgebaut. Das Schopflocher Torfmoor ist heute das einzige größere Hochmoor der Schwäbischen Alb. 1942 wurde es unter Naturschutz gestellt. Das Schopflocher Moor ist damit das älteste Naturschutzgebiet im Landkreis Esslingen.
Die heutige evangelische Kirche wurde 1782 von Johann Adam Groß d. J. erbaut.
Schopfloch ist sowohl im Sommer durch viele Wanderwege als auch im Winter durch seine Skilifte ein beliebtes Naherholungsziel.